# Verpulus marginatus
Verpulus marginatus is een hooiwagen uit de familie Sclerosomatidae.